# Tadeusz Bohdal
Tadeusz Bohdal (ur. 21 maja 1953 w Świdwinie) – polski inżynier, profesor nauk technicznych, nauczyciel akademicki, rektor Politechniki Koszalińskiej w kadencjach 2012–2016 i 2016–2020.

## Życiorys
Ukończył w 1976 studia w Wyższej Szkole Inżynierskiej w Koszalinie. Doktoryzował się w 1986 na Politechnice Szczecińskiej na podstawie pracy pt. Badanie wymiany ciepła w procesie wrzenia pęcherzykowego podczas przepływu cieczy. Stopień doktora habilitowanego uzyskał na Politechnice Koszalińskiej w 2001 w oparciu o rozprawę zatytułowaną Zjawiska wrzenia pęcherzykowego czynników chłodniczych. W 2007 otrzymał tytuł profesora nauk technicznych. Specjalizuje się w zagadnieniach z zakresu klimatyzacji, procesów cieplnych, techniki chłodniczej.
Zawodowo związany z koszalińską WSI przekształconą następnie w politechnikę. Doszedł na tej uczelni do stanowiska profesora. Od 1996 do 2002 był prodziekanem Wydziału Mechanicznego, a w latach 2008–2012 prorektorem ds. nauki i współpracy z gospodarką. Stanął także na czele Katedry Techniki Cieplnej i Chłodnictwa. W 2012 został wybrany na rektora Politechniki Koszalińskiej. W 2016 uzyskał reelekcję na drugą czteroletnią kadencję.

## Odznaczenia
Odznaczony Złotym Krzyżem Zasługi (2000) oraz Krzyżem Kawalerskim Orderu Odrodzenia Polski (2020). Uhonorowany srebrnym medalem „Zasłużony dla Nauki Polskiej Sapientia et Veritas” (2023).